# Freya Christie
Freya Christie (* 8. November 1997 in Hucknall, England) ist eine britische Tennisspielerin.

## Karriere
Christie spielt hauptsächlich auf Turnieren der ITF Women’s World Tennis Tour, bei der sie mit wechselnden Partnerinnen bislang 23 Titel im Doppel gewinnen konnte.

## Turniersiege

### Doppel
| Nr. | Datum              | Turnier             | Kategorie   | Belag             | Partnerin                | Finalgegnerinnen                               | Ergebnis          |
| --- | ------------------ | ------------------- | ----------- | ----------------- | ------------------------ | ---------------------------------------------- | ----------------- |
| 1.  | 10. Oktober 2015   | Scharm asch-Schaich | ITF $10.000 | Hartplatz         | Alexandra Riley          | Ola Abou Zekry Ana Veselinović                 | 7:69, 3:6, [10:8] |
| 2.  | 17. Oktober 2015   | Scharm asch-Schaich | ITF $10.000 | Hartplatz         | Karola Patricia Bejenaru | Jennifer Claffey Anna Morgina                  | 6:3, 6:2          |
| 3.  | 6. November 2015   | Loughborough        | ITF $15.000 | Hartplatz (Halle) | Lisa Whybourn            | Steffi Carruthers Sabastiani Leon              | 6:1, 6:2          |
| 4.  | 23. April 2016     | Iraklio             | ITF $10.000 | Hartplatz         | Chanel Simmonds          | Walerija Sawinych Aljona Sotnykowa             | 6:4, 6:0          |
| 5.  | 21. Mai 2016       | Goyang              | ITF $25.000 | Hartplatz         | Harriet Dart             | Anastassija Gassanowa Maddison Inglis          | 6:3, 6:2          |
| 6.  | 14. August 2016    | Landisville         | ITF $25.000 | Hartplatz         | Laura Robson             | Elise Mertens An-Sophie Mestach                | 6:3, 6:4          |
| 7.  | 10. November 2017  | Shrewsbury          | ITF $25.000 | Hartplatz (Halle) | Harriet Dart             | Maia Lumsden Katie Swan                        | 3:6, 6:4, [10:6]  |
| 8.  | 18. November 2017  | Scharm asch-Schaich | ITF $15.000 | Hartplatz         | Jodie Anna Burrage       | Linnéa Malmqvist Park Sang-hee                 | 7:5, 3:6, [13:11] |
| 9.  | 25. November 2017  | Scharm asch-Schaich | ITF $15.000 | Hartplatz         | Jodie Anna Burrage       | Watsachol Sawasdee Chanikarn Silakul           | 6:4, 7:5          |
| 10. | 10. August 2018    | Chiswick            | ITF $25.000 | Hartplatz         | Samantha Murray          | Sarah Beth Grey Olivia Nicholls                | 3:6, 7:5, [10:8]  |
| 11. | 14. Oktober 2018   | Toowoomba           | ITF $25.000 | Hartplatz         | Erin Routliffe           | Samantha Harris Astra Sharma                   | 7:5, 6:4          |
| 12. | 2. November 2018   | Wirral              | ITF $25.000 | Hartplatz (Halle) | Walerija Sawinych        | Sarah Beth Grey Olivia Nicholls                | 6:4, 7:5          |
| 13. | 4. Mai 2019        | Chimki              | ITF W25     | Hartplatz (Halle) | Jekaterina Jaschina      | Anastassija Frolowa Sofja Lansere              | 6:3, 6:3          |
| 14. | 6. August 2022     | Foxhills            | ITF W25     | Hartplatz (Halle) | Ali Collins              | Naiktha Bains Maia Lumsden                     | 6:3, 6:3          |
| 15. | 20. August 2022    | Aldershot           | ITF W25     | Hartplatz         | Ali Collins              | Andrė Lukošiūtė Eliz Maloney                   | 6:4, 6:2          |
| 16. | 16. September 2022 | Le Neubourg         | ITF W80+H   | Hartplatz         | Ali Collins              | Weronika Falkowska Sarah Beth Grey             | 1:6, 7:64, [10:3] |
| 17. | 22. Oktober 2022   | Glasgow             | ITF W60     | Hartplatz         | Ali Collins              | Irene Burillo Escorihuela Andrea Lázaro García | 6:4, 6:1          |
| 18. | 28. Januar 2023    | Sunderland          | ITF W60     | Hartplatz (Halle) | Ali Collins              | Magali Kempen Eden Silva                       | 6:3, 7:65         |
| 19. | 10. Februar 2023   | Grenoble            | ITF W60     | Hartplatz         | Ali Collins              | Sofja Lansere Marija Timofejewa                | 6:4, 6:3          |
| 20. | 4. November 2023   | Sunderland          | ITF W25     | Hartplatz (Halle) | Elena Malõgina           | Mariam Bolkwadse Samantha Murray Sharan        | 6:0, 4:6, [10:4]  |
| 21. | 10. Februar 2024   | Grenoble            | ITF W75     | Hartplatz (Halle) | Emily Appleton           | Sarah Beth Grey Eden Silva                     | 3:6, 6:1, [11:9]  |
| 22. | 17. Februar 2024   | Roehampton          | ITF W50     | Hartplatz (Halle) | Samantha Murray Sharan   | Ali Collins Elena Malõgina                     | 7:65, 6:3         |
| 23. | 26. Oktober 2024   | Glasgow             | ITF W75     | Hartplatz (Halle) | Jodie Burrage            | Mariam Bolkwadse Isabelle Haverlag             | 6:4, 3:6, [10:5]  |

## Weltranglistenpositionen am Saisonende
| Jahr   | 2014 | 2015 | 2016 | 2017 | 2018 | 2019 | 2020 | 2021 | 2022 | 2023 | 2024 |
| ------ | ---- | ---- | ---- | ---- | ---- | ---- | ---- | ---- | ---- | ---- | ---- |
| Einzel | 888  | 555  | 288  | 604  | 669  | 669  | 655  | 628  | 459  | 624  | 676  |
| Doppel | 948  | 566  | 307  | 529  | 241  | 222  | 328  | 399  | 174  | 138  | 160  |